# 薩克森-阿爾滕堡的瑪麗 (1854-1898)
薩克森-阿爾滕堡的瑪麗（德語：Marie von Sachsen-Altenburg，1854年8月2日—1898年10月8日），薩克森-阿爾滕堡公爵恩斯特一世的女兒，母親是安哈特-德紹的阿格尼絲。

## 家庭
1873年，瑪麗與普魯士的阿爾布雷希特結婚，兩人共有三個兒子：
1. 腓特烈·海因里希（1874年—1940年）
2. 約阿希姆·阿爾布雷希特（英语：Prince Joachim Albert of Prussia）（1876年—1939年）
3. 腓特烈·威廉（1880年—1925年）